# Желтушка Алфераки
Желтушка Алфераки (лат. Colias alpherakii = Colias alpherakyi) — дневная бабочка рода Colias из подсемейства желтушки семейства белянки. Размах крыльев 39—42 мм.

## Открытие и этимология названия
Данный вид был описан немецким энтомологом Отто Штаудингером. Видовое название бабочке было дано первооткрывателем в честь известного русского натуралиста и энтомолога Сергея Николаевича Алфераки.

## Ареал и местообитание
Данный вид обитает в горах Памира и Тянь-Шаня. Встречается основном на солнечных, хорошо прогреваемых склонах, поросших можжевельником и чилигой. Распространен вид локально, на весьма небольших территориях.

## Биология
За год развивается в одном поколении. Время лёта бабочек приходится на июль — начало августа. Гусеницы питается листьями растений из рода астрагалов.